# Fatshe leno la rona
Fatshe leno la rona (slovensko Blagoslovljena bodi, plemenita dežela) je državna himna Bocvane. Napisal in uglasbil jo je Kgalemang Tumedisco Motsete, himna je postala z neodvisnostjo leta 1966.

## Besedilo vcvanščini
Fatshe leno la rona, 

Ke mpho ya Modimo,

Ke boswa jwa borraetsho;

A le nne ka kagiso. 
Refren:

Tsogang, tsogang! banna, tsogang!

Emang, basadi, emang, tlhagafalang!

Re kopaneleng go direla

Lefatshe la rona. 
Ina lentle la tumo

La chaba ya Botswana,

Ka kutlwano le kagisano,

E bopagantswe mmogo.
Refren

## Prevod izangleščine
Blagoslovljena bodi, plemenita dežela,

darilo iz mogočne Gospodove roke,

dediščina naših očetov;

naj bo vedno v miru.
Refren:
Zbudite se, zbudite se! O možje, zbudite se!

Ženske pa stojte zraven,

skupaj bomo delali in služili

tej deželi, tej srečni deželi!
Lepo in slavno je ime,

naše dežele Bocvane.

Skozi enotnost in harmonijo

bomo ostali v miru.
Refren